# Austriacka Formuła 3 Sezon 2010
Austriacka Formuła 3 Sezon 2010 – dwudziesty ósmy sezon Austriackiej Formuły 3.

## Kalendarz wyścigów
| Runda | Data           | Tor         | Pole position           | Najszybsze okrążenie    | Zwycięzca (kierowcy)    | Zwycięzca (zespoły)    |
| ----- | -------------- | ----------- | ----------------------- | ----------------------- | ----------------------- | ---------------------- |
| 1     | 16 kwietnia    | Hockenheim  | Luís Sá Silva           | Sandro Zeller           | Luís Sá Silva           | China Sonagol-Motopark |
| 2     | 17 kwietnia    | Hockenheim  | Luís Sá Silva           | Luís Sá Silva           | Philippe Chuard         | Philippe Chuard        |
| 3     | 22 maja        | Most        | Sandro Zeller           | Luís Sá Silva           | Philippe Chuard         | Philippe Chuard        |
| 4     | 23 maja        | Most        | Sandro Zeller           | Sandro Zeller           | Sandro Zeller           | Jo Zeller Racing       |
| 5     | 18 czerwca     | Lausitz     | Florian Schnitzenbaumer | Florian Schnitzenbaumer | Florian Schnitzenbaumer | Franz Wöss Racing      |
| 6     | 19 czerwca     | Lausitz     | Florian Schnitzenbaumer | Florian Schnitzenbaumer | Florian Schnitzenbaumer | Franz Wöss Racing      |
| 7     | 2 lipca        | Hockenheim  | Philippe Chuard         | Philippe Chuard         | Philippe Chuard         | Philippe Chuard        |
| 8     | 3 lipca        | Hockenheim  | Philippe Chuard         | Philippe Chuard         | Philippe Chuard         | Philippe Chuard        |
| 9     | 7 sierpnia     | Magny-Cours | Sandro Zeller           | Sandro Zeller           | Sandro Zeller           | Jo Zeller Racing       |
| 10    | 8 sierpnia     | Magny-Cours | Sandro Zeller           | Sandro Zeller           | Philippe Chuard         | Philippe Chuard        |
| 11    | 25 września    | Salzburg    | Philippe Chuard         | Philippe Chuard         | Philippe Chuard         | Philippe Chuard        |
| 12    | 26 września    | Salzburg    | Philippe Chuard         | Philippe Chuard         | Philippe Chuard         | Philippe Chuard        |
| 13    | 8 października | Hockenheim  | Sandro Zeller           | Sandro Zeller           | Sandro Zeller           | Jo Zeller Racing       |
| 14    | 9 października | Hockenheim  | Sandro Zeller           | Sandro Zeller           | Philippe Chuard         | Philippe Chuard        |

## Klasyfikacja kierowców
| Legenda oznaczeń w tabelach wyników Wyświetl szablon na nowej stronie | Legenda oznaczeń w tabelach wyników Wyświetl szablon na nowej stronie                                                                     |
| Oznaczenie                                                            | Wyjaśnienie |
| --------------------------------------------------------------------- | --- |
| Złoty                                                                 | Zwycięzca lub mistrzostwo |
| Srebrny                                                               | 2. miejsce lub wicemistrzostwo |
| Brązowy                                                               | 3. miejsce lub II wicemistrzostwo |
| Zielony                                                               | Ukończył, punktował (w klasyfikacji generalnej, gdy zdobył co najmniej jeden punkt na przestrzeni sezonu, poza trzema powyższymi opcjami) |
| Niebieski                                                             | Ukończył, nie punktował (w klasyfikacji generalnej, gdy nie zdobył co najmniej jednego punktu na przestrzeni sezonu)                      |
| Czerwony                                                              | Nie zakwalifikował się (NZ) |
| Czerwony                                                              | Nie prekwalifikował się (NPK) |
| Różowy                                                                | Nie ukończył (NU) |
| Różowy                                                                | Niesklasyfikowany (NS) (w klasyfikacji generalnej, gdy nie został sklasyfikowany w żadnym wyścigu sezonu)                                 |
| Czarny                                                                | Zdyskwalifikowany (DK) |
| Czarny                                                                | Wykluczony (WYK/EX) |
| Biały                                                                 | Nie wystartował (NW) |
| Biały                                                                 | Kontuzjowany (K/INJ) |
| Biały                                                                 | Wyścig odwołany (OD/C) |
| Bez koloru                                                            | Został wycofany (WYC/WD) |
| Bez koloru                                                            | Nie przybył (NP/DNA) |
| Bez koloru                                                            | Nie brał udziału w treningach (NT/DNP) |
| Bez koloru                                                            | Nie został zgłoszony (–) |
| Pogrubienie                                                           | Start z pole position |
| Kursywa                                                               | Najszybsze okrążenie wyścigu |
| †                                                                     | Nie ukończył, ale jego rezultat został zaliczony ze względu na przejechanie więcej niż 90% dystansu wyścigu.                              |
| *                                                                     | Sezon w trakcie |
| 1/2/3                                                                 | Punktowana pozycja w sprincie kwalifikacyjnym                                                                                             |
| Lista systemów punktacji Formuły 1                                    | |

| Poz. | Kierowca                | Zespół                 | HOC | HOC | MOS | MOS | LAU | LAU | HOC | HOC | MAG | MAG | SAL | SAL | HOC | HOC | Punkty |
| ---- | ----------------------- | ---------------------- | --- | --- | --- | --- | --- | --- | --- | --- | --- | --- | --- | --- | --- | --- | ------ |
| 1    | Philippe Chuard         | Philippe Chuard        | 2   | 1   | 1   | 3   | -   | -   | 1   | 1   | 2   | 1   | 1   | 1   | NU  | 1   | 202    |
| 2    | Florian Schnitzenbaumer | Franz Wöss Racing      | 6   | 4   | 2   | 5   | 1   | 1   | 2   | 2   | -   | -   | 2   | 2   | -   | -   | 139    |
| 3    | Sandro Zeller           | Jo Zeller Racing       | 4   | 2   | NU  | 1   | -   | -   | -   | -   | 1   | 2   | -   | -   | 1   | 2   | 115    |
| 4    | Daniel Roider           | Jo Zeller Racing       | 7   | 5   | 3   | 4   | -   | -   | 5   | 4   | 5   | 5   | 5   | 5   | 3   | 5   | 104    |
| 4    | Marcel Tobler           | Jo Zeller Racing       | 5   | 8   | -   | -   | -   | -   | 3   | 3   | 3   | 4   | 4   | 3   | 2   | 4   | 104    |
| 6    | Christian Zeller        | Christian Zeller       | NU  | NW  | -   | -   | 2   | 2   | 4   | NW  | -   | -   | 3   | 4   | 5   | 7   | 74     |
| 7    | Wolfgang Faul           | Wolfgang Faul          | -   | -   | 4   | 6   | 3   | 3   | 6   | 6   | -   | -   | -   | -   | 8   | 10  | 56     |
| 8    | Francesco Lopez         | Franz Wöss Racing      | 3   | 3   | -   | -   | -   | -   | -   | -   | 4   | 3   | -   | -   | -   | -   | 46     |
| 9    | Luís Sá Silva           | China Sonagol-Motopark | 1   | NU  | NU  | 2   | -   | -   | -   | -   | -   | -   | -   | -   | -   | -   | 35     |
| 10   | Heinz Baltensperger     | BSR                    | 9   | 7   | -   | -   | 4   | 4   | -   | -   | -   | -   | -   | -   | 9   | 11  | 28     |
| 11   | Michael Aberer          | Aberer Motorsport Team | -   | -   | -   | -   | -   | -   | -   | -   | -   | -   | -   | -   | 6   | 3   | 18     |
| 12   | Sylvain Warnecke        | Sylvain Warnecke       | -   | -   | -   | -   | -   | -   | NU  | 5   | 6   | -   | -   | -   | -   | -   | 14     |
| 13   | Jani Tammi              | Jani Tammi             | -   | -   | -   | -   | -   | -   | -   | -   | -   | -   | -   | -   | 4   | 8   | 13     |
| 14   | Franz Wöss              | Franz Wöss Racing      | -   | -   | -   | -   | -   | -   | -   | -   | -   | -   | -   | -   | 7   | 6   | 10     |
| 15   | Bernd Deuling           | Bernd Deuling          | 8   | 6   | -   | -   | -   | -   | -   | -   | -   | -   | -   | -   | -   | -   | 9      |
| 16   | Stefan Neuburger        | Franz Wöss Racing      | -   | -   | -   | -   | -   | -   | -   | -   | -   | -   | -   | -   | 10  | 9   | 3      |
| NS   | Tomáš Jung              | Tomáš Jung             | -   | -   | -   | -   | -   | -   | -   | -   | -   | -   | NU  | NU  | -   | -   | 0      |